# آموزشیار (نرم افزار)

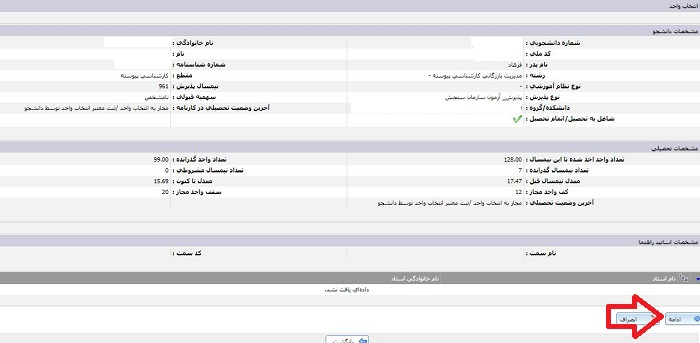
عکس محیط واسط کاربر

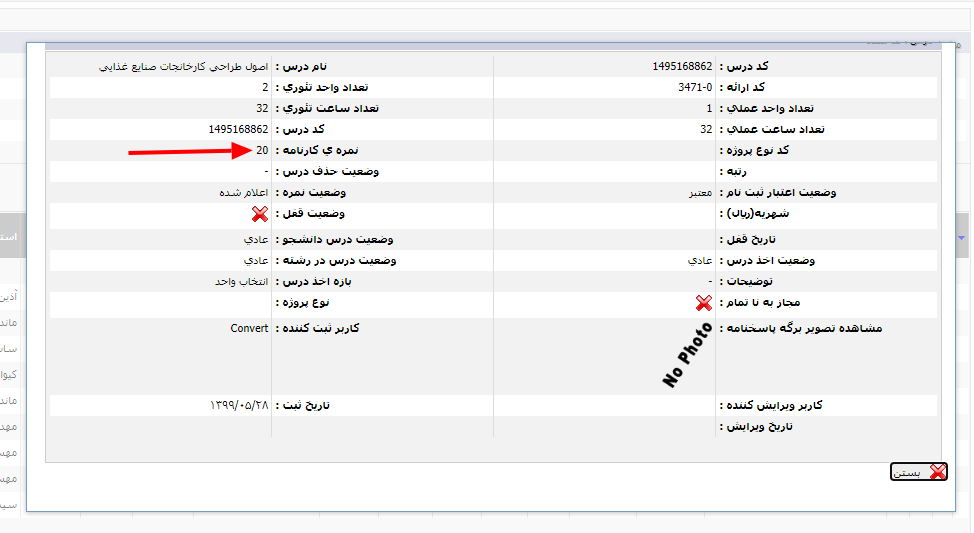

آموزشیار، نرم‌افزار اطلاعات دانشگاه یا نرم‌افزار یکپارچه دانشگاهی یک نرم‌افزار مالکیتی تحت وب ایرانی برای دانشگاه‌ها است.سازنده نرم‌افزار شرکت مدار گسترش است.
دانشجویان از طریق این سامانه که قابلیت ثبت نام هم دارد شهریه پرداخت می‌کنند یا انتخاب واحد انجام می‌دهند.

## دانشگاه‌ها
دانشگاه آزاد اسلامی از ۱۴۰۰حدود ۴۵۰ واحد
دانشگاه فنی و حرفه ای ایران تا ۱۴۰۰ (نرم‌افزار تغییر کرد)